# Гром небесный
«Гром небесный» — франко-итало-германский фильм 1965 года, снятый Дени де Ла Пательером по роману Бернара Клавеля «Кто меня одолеет».

## Сюжет
Старый Леандр Брассак (Жан Габен), бывший юрист, а в настоящее время эксцентричный деревенский ветеринар, алкоголик и мизантроп, живёт в своем загородном особняке вдвоем с женой Мари (Лилли Палмер), давно уже смирившейся со странностями мужа, и занимается разведением лошадей, а также привечает бродячих собак.
Однажды Брассак встречает в портовом кабаке Симону (Мишель Мерсье), молоденькую девушку легкого поведения, и, сам не вполне понимая, зачем это делает, забирает её к себе домой.
Хотя Симона и бездетная жена Брассака быстро поладили между собой, мирное пребывание девушки в особняке вскоре осложняется. Сутенёр Симоны Марсель (Робер Оссейн) пытается силой вернуть её к прежнему занятию, а соседи ветеринара сообщают в полицию о том, что тот поселил у себя в доме проститутку, однако он справляется со всеми трудностями при помощи собственных собак и бывшего однокашника, ставшего министром.
Тем временем с красавицей Симоной знакомится Роже, сосед Брассака, и между ними завязывается роман, который они, как им кажется, держат в тайне от Брассака и его жены по настоянию Симоны. В конце концов Роже решается сообщить Брассаку об их с Симоной решении пожениться и о том, что она ждет от него ребенка. Эта новость выводит Брассака из его обычного состояния мизантропии — он приходит в восторг от того, что вот-вот станет «дедушкой», и на радостях скупает весь магазин товаров для младенцев.

## В ролях
- Жан Габен — Леандр Брассак
- Мишель Мерсье — Симона Лебуше
- Лилли Палмер — Мари Брассак
- Робер Оссейн — Марсель
- Жорж Жере — Роже